# 10568 Йосітанака
10568 Йосітанака (10568 Yoshitanaka) — астероїд головного поясу, відкритий 2 лютого 1994 року.
Тіссеранів параметр щодо Юпітера — 3,318.
Названо на честь астронома-аматора Йосі Танаки (яп. よし・たなか йосі танака).